# Großostheim
Großostheim er en købstad i Landkreis Aschaffenburg i det bayerske Regierungsbezirk Unterfranken i Tyskland.

## Geografi
Großostheim ligger ved den nordøstlige udkant af Odenwald i Region Bayerischer Untermain.
Bydele og landsbyer:
- Großostheim
- Pflaumheim
- Wenigumstadt
- Ringheim

Nabokommuner (med uret, fra nord):
- Stockstadt
- Aschaffenburg
- Niedernberg (Landkreis Miltenberg)
- Mömlingen (Landkreis Miltenberg)
- Schaafheim (Landkreis Darmstadt-Dieburg)

Großostheim, Stockstadt am Main og den nærliggende hessiske kommune Schaafheim udgjorde den historiske region Bachgau.